# 古坦嫩
古坦嫩（德語：Guttannen）是瑞士伯恩州的一个市镇。该市镇总面积为200.7平方千米，截至2018年12月31日总人口为263人。